# Evangelische Kirche (Waltersbrück)

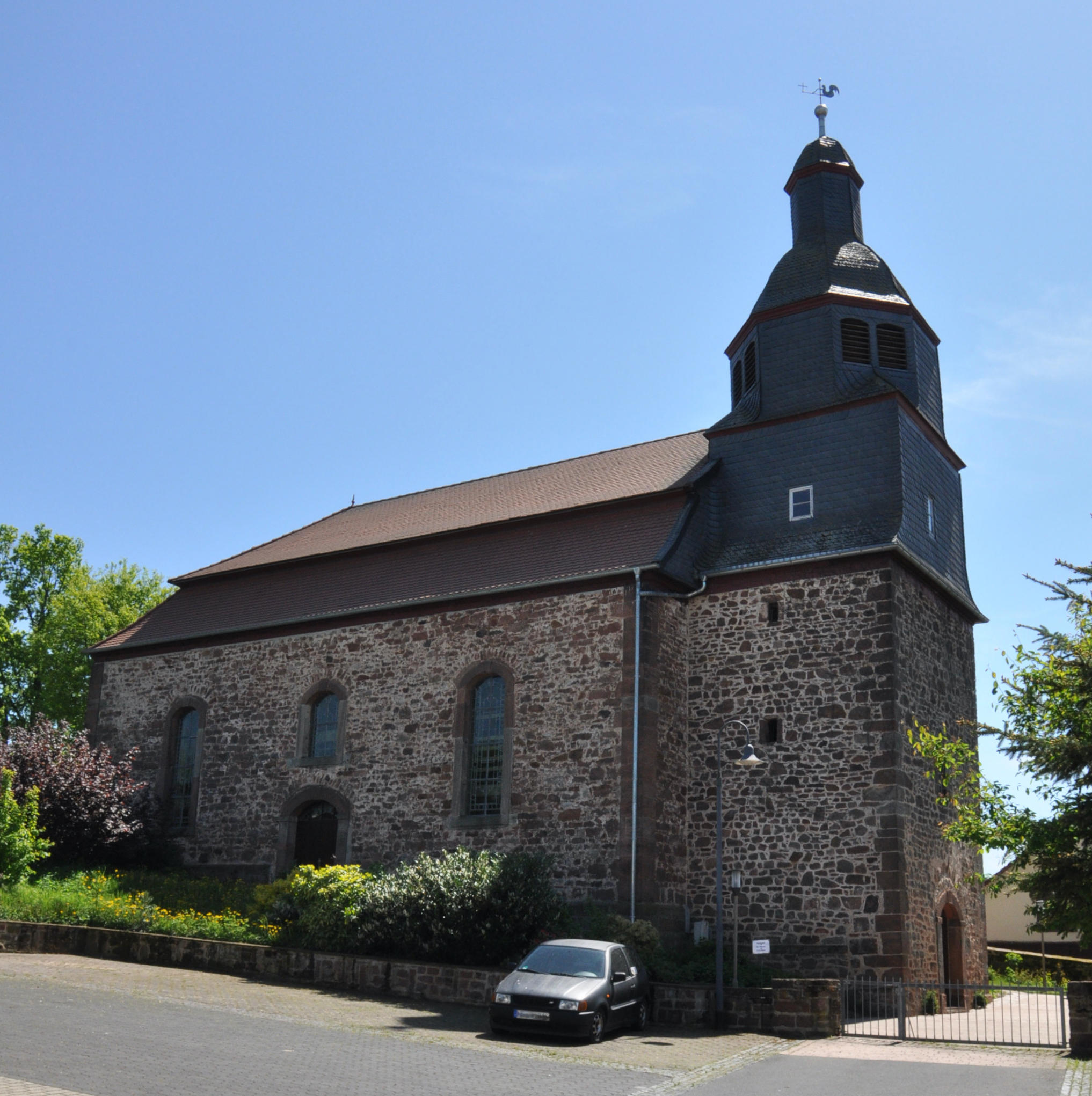
Evangelische Kirche in Waltersbrück

Die Evangelische Kirche Waltersbrück ist ein denkmalgeschütztes Kirchengebäude, das in Waltersbrück steht, einem Gemeindeteil von Neuental im Schwalm-Eder-Kreis in Hessen. Die Kirche gehört zur Kirchengemeinde Landsburg im Kirchenkreis Schwalm-Eder im Sprengel Marburg der Evangelischen Kirche von Kurhessen-Waldeck.

## Beschreibung
Eine Kirche wurde 1425 erstmals erwähnt, die im Dreißigjährigen Krieg zerstört wurde. Nur die unteren Geschosse des Kirchturms im Westen mit dem Kreuzrippengewölbe im Erdgeschoss blieben erhalten. Die Bauzeit des mit einem Mansarddach bedeckten Kirchenschiffs war 1735/1736. In dieser Zeit wurde der Turm mit einem schiefergedeckten, quadratischen Geschoss aufgestockt. Darauf befindet sich ein weiteres, achteckiges Geschoss, hinter dessen Klangarkaden sich der Glockenstuhl befindet. Bedeckt ist der Turm mit einer glockenförmigen Haube, die von einer Laterne bekrönt ist. 
Der Innenraum des Kirchenschiffs ist mit einer Flachdecke überspannt und hat Emporen an drei Seiten. Zur Kirchenausstattung aus der Bauzeit gehören ein Altar und eine Kanzel, die hinter ihm steht. Das Taufbecken stammt allerdings aus dem 16. Jahrhundert. Die Orgel mit 10 Registern, einem Manual und Pedal wurde 1788 von Johannes Schlottmann gebaut und 2013 von Hans Peter Mebold rekonstruiert.